# Madonna (kunst)

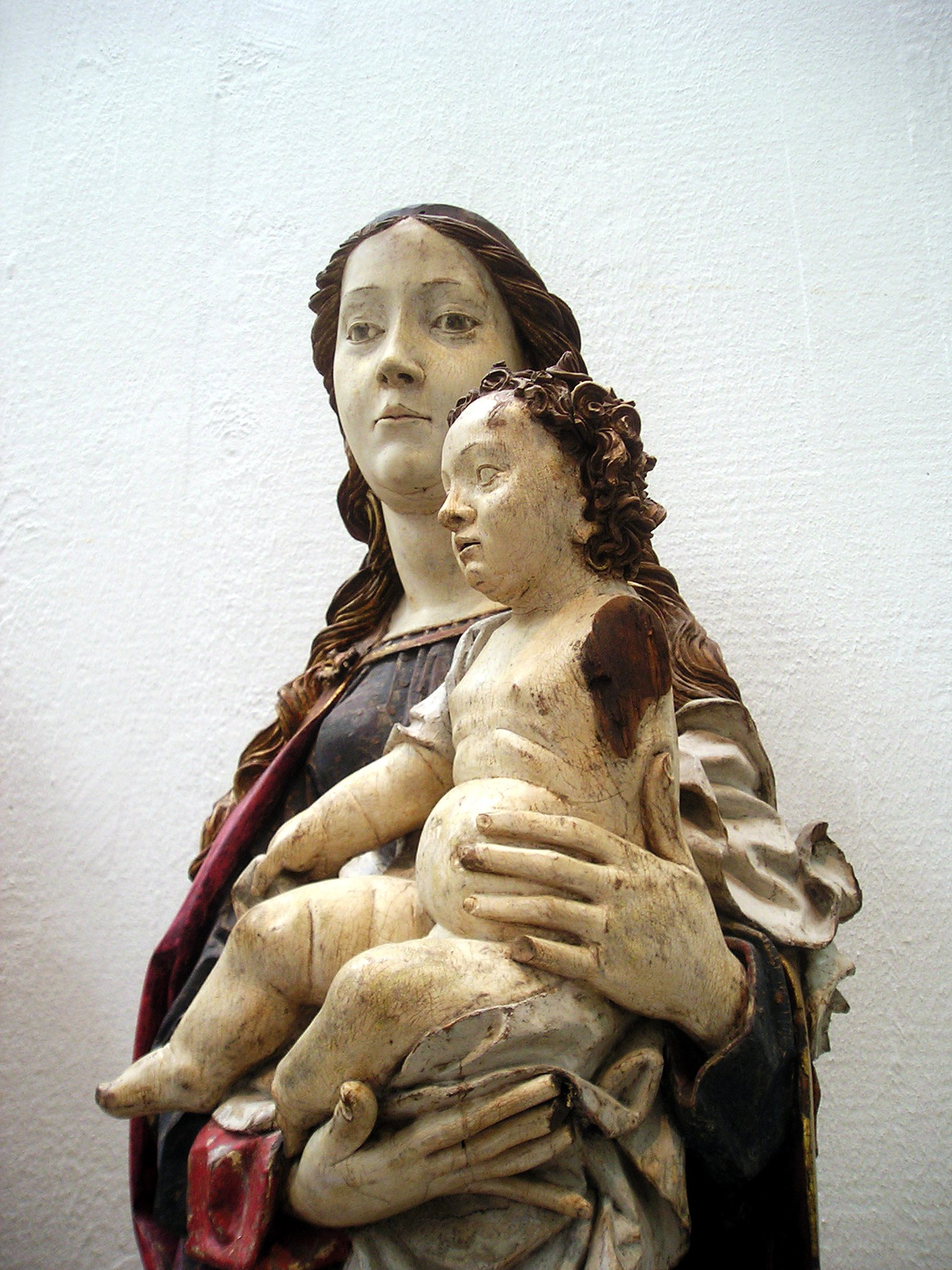
Madonna met kind (15e eeuw), Historisches Museum Frankfurt

Een madonna (samentrekking van Ital. mia donna = mijn vrouwe) is in de religieuze beeldende kunst een afbeelding van Maria. Vaak wordt Maria daarbij uitgebeeld met het (meestal naakte) kindje Jezus op haar schoot of in haar armen.
Madonna's vormden eeuwenlang een geliefd thema in de schilderkunst, onder andere in de icoonschilderkunst, in de vroeg-Italiaanse schilderkunst en bij de Vlaamse Primitieven. Er bestaan ontelbaar veel beelden van madonna's, bijvoorbeeld uit de romaanse tijd (Sedes sapientiae), de gotiek (Virgo lactans en schöne Madonna), de renaissance (piëta), de barok en de neogotiek.